# Welles Remy Crowther
Welles Remy Crowther (Nova York, Estats Units; 17 de maig de 1977 – 11 de setembre de 2001) fou un novaiorquès recordat per haver salvat la vida d'almenys una dotzena de persones que es trobaven a la Torre Sud del World Trade Center durant els atemptats de l'11 de setembre de 2001 a la ciutat de Nova York, cosa que li va valer el títol d'«Heroi del mocador vermell».

## Vida
Crowther, el gran de tres germans, havia nascut a Nova York el 17 de maig de 1977, a l'Hospital Lying-In. Va estudiar a la Nyack High School, on va ser un estudiant honorífic i després va assistir al Boston College, on va obtenir el títol de Bachelor of Arts en economia el 1999. Una de les seves possessions més preuades, la qual portava a tot arreu, era un mocador vermell que li havia donat el seu pare. Crowther practicava una gran quantitat d'esports, com lacrosse, hoquei sobre gel i futbol. A més, va ser campista en el Campament Becket de la YMCA, a Becket (Massachusetts), boy scout a la seva joventut i bomber voluntari al seu barri natal, Nyack.

### 11 de setembre de 2001
Crowther treballava per a Sandler O'Neill i Associats en el pis 104 de la Torre Sud de les Torres Bessones. Hi ha testimonis que diuen que després del xoc de l'avió, Crowther, amb un mocador vermell tapant-se el nas i la boca per protegir-se del fum, va tornar a entrar a l'edifici almenys tres vegades per rescatar les persones que es trobaven a dins, convertint-se així en el responsable directe de salvar la vida d'almenys 12 persones. Crowther, junt a diversos bombers de Nova York, es trobava camí de retorn a la Torre Sud quan aquesta va col·lapsar i els va esclafar a tots. El seu cos va ser trobat 6 mesos després, el 6 de març de 2002, a un costat del lobby de la Torre Sud del World Trade Center.

## Honors

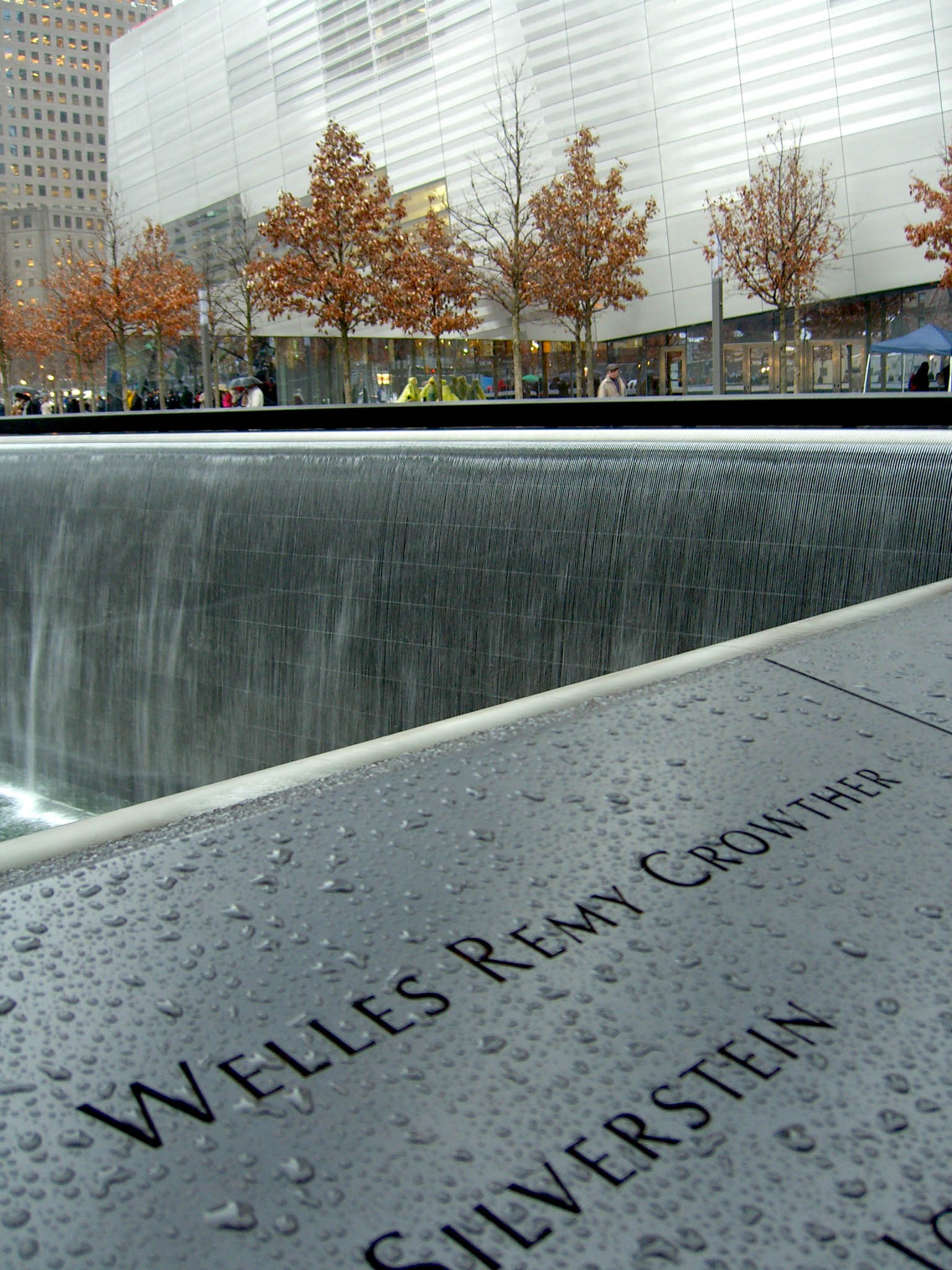
El nom de Welles Crowther es pot llegir al panell S-50 de la piscina sud del National September 11 Memorial & Museum.

Crowther va ser nomenat Bomber honorífic de la ciutat de Nova York pel comissionat Nicholas Scoppetta.
En el National September 11 Memorial & Museum, ha quedat immortalitzat el nom de Crowther en un costat de la piscina sud, al panell S-50.
Se celebra anualment una cursa de 5 km d'automobilisme de velocitat amb el nom de "Mocador vermell de Welles Remy Crowther", en honor seu. Copatrocinada per voluntaris del Boston College, el Service Learning Center i la fundació Welles Remy Crowther Charitable Trust, es destina a recaptar fons per a aquesta última organització sense finalitat de lucre.
El llibre The Red Bandanna ("El mocador vermell"), de Tom Rinaldi (2016), documenta la vida de Welles Crowther. El llibre ha estat a la llista de best sellers del The New York Times des de la seva publicació.